# 長田時行
長田 時行（おさだ ときゆき、1860年7月26日（万延元年6月9日）-1939年（昭和14年）8月18日）は、明治から昭和時代初期にかけて活躍した日本の牧師である。

## 生涯

### 初期
岡山藩士長田三右衛門と母ふでの息子として、万延元年6月9日に生まれる。1868年（明治元年）岡山藩立学校に入学する。その後、海軍兵学校を目指すが挫折する。
次に、ミッションスクールのカロザースの築地大学校に入学する。しかし、1875年（明治8年）築地大学校は廃校し、玉藻学校に転校する。次に、ジェームス・バラの主宰する横浜バラ学校に入学する。その時にキリスト教に目が開かれる。
1877年（明治10年）実家の事業の失敗により岡山に戻り、中川横太郎の助手を務める。1880年に新島襄と出会い、同志社速成邦語神学科に入学するが、2カ月で退学する。次に、新島の紹介で湯浅治郎に師事し、安中教会に仕える。和田正幾と元良勇次郎に招かれ、耕教学舎の幹事を務める。

### 洗礼
1881年（明治14年）に安中教会で海老名弾正より洗礼を受ける。さらに、津田仙の勧めにより上京して、東京英和学校（現、青山学院大学）の発足に対して教師になる。この頃、築地の東京一致神学校で牧師の研鑽を受ける。

### 牧師時代
1883年（明治16年）6月東京第一教会（現、日本キリスト教団霊南坂教会）の仮牧師になる。神戸YMCAの会長も兼任する。1884年（明治17年）から、1年間同志社に留学する。1885年（明治18年）杉田真と結婚する。
1886年（明治19年）に、霊南坂教会を辞任して、多聞基督教会（現、日本キリスト教団神戸多聞教会）の伝道師に就任し、日本基督教伝道会社社長を兼任する。1890年米国に渡りシカゴ神学校に留学する。
1888年（明治21年）に歯磨や石鹸の製造販売の事業をしていた小林富次郎が長田の演説会を聞いたことがきっかけで、小林は長田から洗礼を受ける。
1901年（明治35年）に帰国後再び、日本基督教伝道会社社長に就任する。1902年（明治35年）多門教会を辞して、日本キリスト教伝道会者社長専任になる。
1903年（明治35年）に天満教会（現、日本キリスト教団天満教会）の6代目牧師に就任して、梅花女学校（現、梅花学園）名誉校長を兼任する。その間、中河内郡楠根村稲田（現、東大阪市稲田）で伝道を開始するが、1908年（明治41年）に妻の真が亡くなる。1910年に天満教会でリバイバルが起きるが。
1913年（大正2年）病気のために、天満教会を退職する。
1914年（大正3年）から、新潟教会（現、日本基督教団新潟教会）の11代目牧師として着任する。新潟で楠田トクケサと再婚する。新潟で聖友女学校や聖心幼稚園を設立する。

### 紫苑会
1923年（大正12年）病気療養のために、新潟教会牧師を辞任して、東京大久保に転居する。1924年時行を慕う者が集まり、紫苑会が発足する。1925年（大正14年）東京府千歳烏山に転居して、自宅兼集会所の紫苑荘が作られる。1926年（大正15年）に紫苑幼稚園及び日曜学校が設立される。紫苑幼稚園園長として聖日礼拝に説教を行う。1930年（昭和5年）紫苑会堂が竣工される。1939年（昭和14年）に死去する。

## 著作
- 長田時行編 編『安息日学校用 聖書問答』福音社、1889年6月5日。全国書誌番号:40050810 NDLJP:825589。

## 文書目録
- 『長田時行文書目録』同志社大学人文科学研究所、2007年1月。 NCID BA80733990。